# Чэнь Инчжэнь
Чэнь Инчжэнь (кит. 陳映真; 8 ноября 1937 — 22 ноября 2016) — китайский (тайваньский) писатель и общественный деятель, политический заключённый (1968—1973). Почетный председатель Союза китайских писателей, член Академии общественных наук КНР, основатель-председатель тайваньской Ассоциации за воссоединение Китая. Работы Чэнь Инчжэня прошли развитие от раннего периода, отмеченного значительным влиянием тем экзистенциализма и социальной проблематики стремительно меняющегося под воздействием капитализма общества, до зрелого периода, в котором автор помещал свои произведения в контекст зависимости «третьего мира» в глобальном измерении. 
Литературная критика отмечала, что Чэнь Инчжэнь являлся одним из немногих тайваньских писателей, что поднимают в своих произведениях политические вопросы и буквально единственным, кто рисковал заниматься этим ещё в период «белого террора» в стране. Сам он неоднократно подвергался преследованиям: в 1968—1973 годах гоминьдановские власти держали его в заключении за «прокоммунистическую деятельность», а затем вновь арестовали накануне Гаосюнского ицидента 1979 года.